# Главная лига бейсбола
Главная лига бейсбола (англ. Major League Baseball, MLB) — профессиональная спортивная бейсбольная организация в Северной Америке, являющаяся одной из пяти профессиональных спортивных лиг в Соединённых Штатах Америки и Канаде. 30 команд разбиты на две лиги — Американскую и Национальную, они, в свою очередь, разделены на три дивизиона — Восточный, Центральный и Западный. Две лиги функционировали как обособленные юридические лица с 1901 и 1876 года соответственно, а в 2000 году были объединены в одну спортивную организацию, возглавляемую Комиссаром бейсбола. Лига также курирует низшие бейсбольные лиги, в которых состоят около 240 клубов, аффилированных с клубами МЛБ. Вместе с международной федерацией бейсбола Лига осуществляет проведение Международной бейсбольной Классики.
Первая профессиональная бейсбольная команда была создана в 1869 году в Цинциннати. Первые десятилетия профессионального бейсбола характеризуются соперничеством между лигами и игроками, постоянно менявшими один клуб или лигу на другую. Период до 1920 года известен как эра «мёртвого мяча»; игроки редко выбивали хоум-раны. Во время Мировой серии 1919 года случился «Скандал Блэк Сокс». Бейсбол начал набирать популярность в 1920-х, пережив незначительные спады во время Великой депрессии и Второй мировой войны, вскоре после которой в Лиге появился первый темнокожий игрок — Джеки Робинсон.
Период 50-х и 60-х годов XX века характеризуется расширением лиг, появлением новых стадионов и искусственных покрытий, изменивших игру начиная с 70-х годов. Хоум-раны доминировали в играх в 90-х, в результате чего в СМИ начались дискуссии относительно использования анаболических средств игроками Лиги в середине 2000-х. В 2006 году, после отчёта Митчелла, стало известно о том, что в каждой команде Лиги есть как минимум один игрок, использующий различные препараты для повышения своей производительности.
На данный момент МЛБ включает в себя 30 команд: 29 из США и одну из Канады. Каждая из них играет во время регулярного сезона 162 игры — по 19 игр против каждой из 4 команд своего дивизиона, по 7 игр с 6 командами из своей конференции, по 6 игр с 4 оставшимися командами из своей конференции, по 3 игры против 4 команд из другой конференции,4 игры против ещё одной команды из другой конференции. Также по 2 игры против двух команд из другой конференции — итого 19*4+7*6+6*4+3*4+4*1+2*2=162 игры. Четыре команды из каждой лиги выходят в четырёхраундовый плей-офф (4-я и 5-я команды обеих конференций сражаются в уайлд-карде, где 2 проходят дальше (по одной из каждой конференции)), финалом которого является Мировая серия между клубами из двух лиг, проводящаяся с 1903 года и продолжающаяся до победы одной из команд в четырёх встречах. Трансляции встреч осуществляются в Северной Америке и некоторых других странах по телевидению, радио и через Интернет. МЛБ имеет наибольшую сезонную посещаемость в мире — 74 миллиона человек посетили матчи в 2013 году.

## Организационная структура

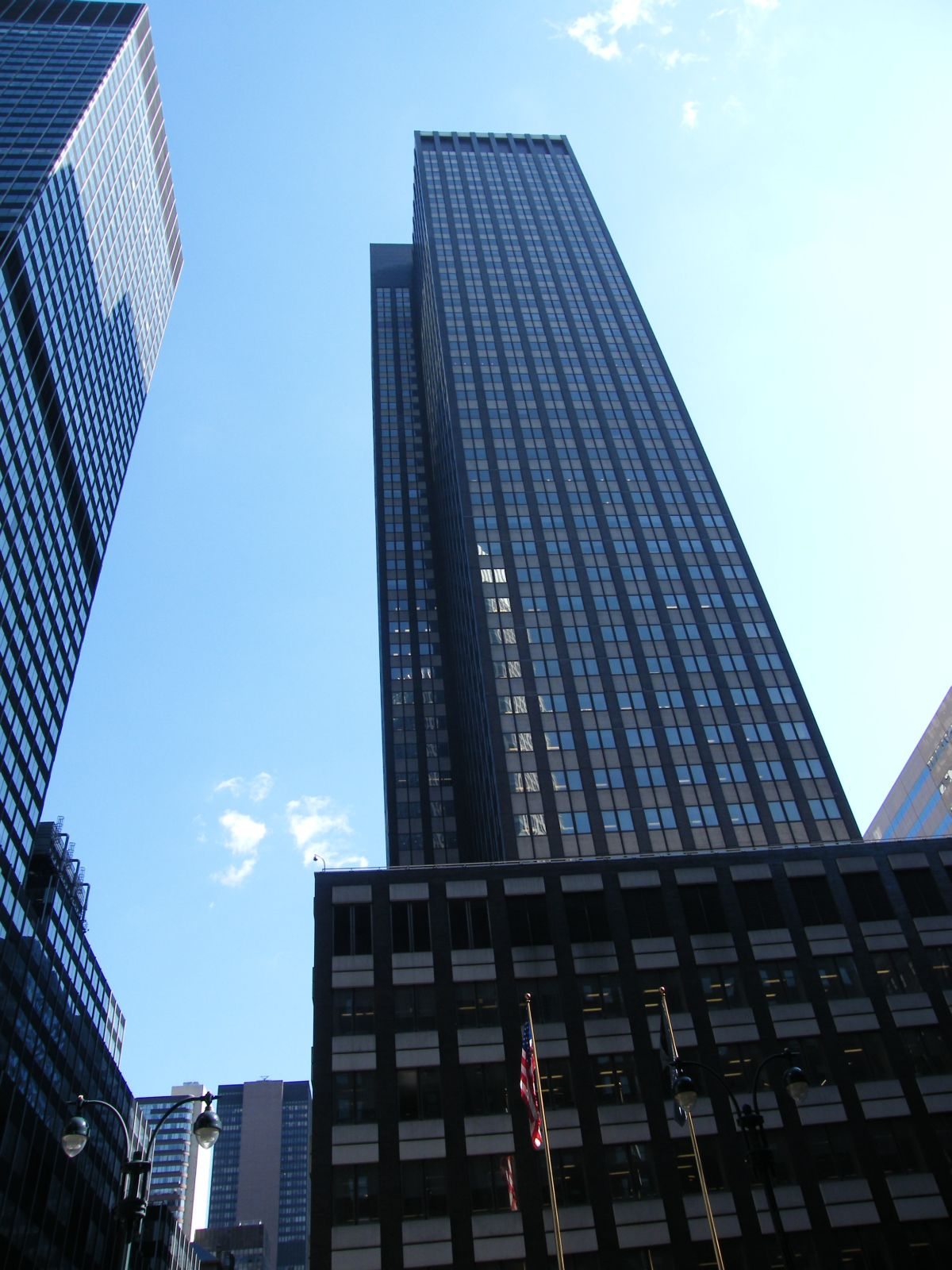
Штаб-квартира лиги в небоскрёбе 245 Park Avenue, в Мидтауне Манхэттена, в Нью-Йорке

Действия Лиги регулируются Конституцией Главной лиги бейсбола. Этот документ существует с 1875 года и до настоящего времени претерпел некоторые изменения, последние из которых были сделаны в 2012 году. Под руководством Комиссара бейсбола Лига нанимает и управляет бригадами ампайров, заключает трудовые, телевизионные и маркетинговые контракты.
Исполнительным директором является Комиссар Роб Манфред. Также шесть исполнительных вице-директоров отвечают за следующие отрасли: развитие бейсбола, бизнес, трудовые отношения, финансы, управление и бейсбольные операции.
MLB Advanced Media — мультимедийное отделение лиги, располагающийся на Манхэттене и курирующий сайты лиги и всех тридцати команд. Устав филиала гласит, что их редакционная политика не зависит от Лиги, несмотря на общих владельцев и планов распределения доходов. MLB Productions является ещё одним мультимедийным филиалом, сосредоточенным на производстве трансляций и видео-контента. Также лига владеет 67 % MLB Network, остальные 33 % принадлежат нескольким кабельным операторам и DirecTV. MLB Network использует студии в Сиракьюзе, Нью-Джерси, и также имеет независимую от МЛБ редакцию.

## Расширение лиги
В 1920 году Национальная Комиссия, созданная для регулирования отношений между Американской и Национальной лигами была заменена на более влиятельного Комиссара бейсбола, имевшего право в одностороннем порядке принимать различные решения по вопросам бейсбола.
В течение 60 лет с момента основания, в каждой из двух лиг играло по восемь команд. В результате расширения Лиги в 1960-х, добавились ещё восемь команд, включая первую не из США («Монреаль Экспос»). «Сиэтл Маринерс» и «Торонто Блю Джейс» дебютировали на высшем бейсбольном уровне в 70-х. В 1969 по 1993 годы в каждая лига была поделена на Восточный и Западный дивизионы. Третий дивизион, Центральный, был добавлен в каждую лигу в 1994 году.
24 августа 1994 года, сыграв накануне последнюю игру сезона, Лига вышла на забастовку с требованием повышения зарплат, так что игры Мировой серии не состоялись впервые с 1904 года.
До 1996 году команды из разных лиг проводили между собой матчи только в Мировой серии. Интерлиговые серии были добавлены в календарь с 1997 года.
В марте 1995 года было принято решение о вступлении в Лигу «Аризоны Даймондбэкс» и «Тампы Бэй Девил Рейс» начиная с 1998 года. В результате этого расширения, в лиге стали играть 30 команд. В начале 1997 года МЛБ определилась с лигами для новых команд: «Тампа» присоединилась к Американской, а «Аризона» пополнила Национальную. План состоял в том, чтобы в каждой лиге играло по 15 команд (по 5 в каждом дивизионе). Для того, чтобы каждая команда могла играть по игре в день, интерлиговые серии должны были быть «разбросаны» по календарю в течение всего сезона. Однако, было неизвестно, останутся ли серии игр между командами из разных лиг в календаре после 1998 года, поскольку они ещё должны были быть одобрены профсоюзом игроков. По этой и другим причинам было решено сохранить в лигах чётное число команд, а один из существующих клубов должен сменить лигу. В 1998 году «Милуоки Брюэрс» были переведены из Американской в Национальную лигу, в результате чего, в последней стало 16 команд. Перед началом сезона-2013 сменивший владельца «Хьюстон Астрос» переехал из Центрального дивизиона Национальной лиги в Западный дивизион Американской лиги, в результате чего, в каждой лиге оказалось по 15 команд, по пять в каждом из шести дивизионов. Интерлиговые серии были сохранены в календаре.
В 2000 году лиги перестали существовать как отдельные юридические лица, и Главная Лига Бейсбола стала единой общей лигой, схожей с Национальной футбольной лигой, Национальной хоккейной лигой и Национальной баскетбольной ассоциацией, несмотря на то, что две составные части МЛБ продолжили называться «лигами» вместо «конференций». В лигах с 2022 года используются одинаковые правила и регламент. До 2022 года  в Национальной лиге не использовалось правило назначенного хиттера. 

## Болельщики
В 2014 г. газета The New York Times на основании данных пользователей Facebook создала интерактивную карту по расположению болельшиков бейсбольных команд с учётом zip-кодов, также были созданы 14 отдельных карт для важнейших противостояний.

## Результаты Мировой серии
| Результаты Мировой серии                                        |              |                  |                        |
| Команда                                                         | Кол-во побед | Последняя победа | Кол-во сыгранных серий |
| Нью-Йорк Янкис † (АЛ)                                           | 27           | 2009             | 41                     |
| Сент-Луис Кардиналс † (НЛ)                                      | 11           | 2011             | 19                     |
| Окленд Атлетикс † (АЛ)                                          | 9            | 1989             | 14                     |
| Бостон Ред Сокс † (АЛ)                                          | 9            | 2018             | 13                     |
| Лос-Анджелес Доджерс † (НЛ)                                     | 8            | 2024             | 22                     |
| Сан-Франциско Джайентс † (НЛ)                                   | 8            | 2014             | 20                     |
| Цинциннати Редс (НЛ)                                            | 5            | 1990             | 9                      |
| Питтсбург Пайрэтс (НЛ)                                          | 5            | 1979             | 7                      |
| Детройт Тайгерс (АЛ)                                            | 4            | 1984             | 11                     |
| Атланта Брэйвз † (НЛ)                                           | 4            | 2021             | 10                     |
| Чикаго Кабс (НЛ)                                                | 3            | 2016             | 11                     |
| Балтимор Ориолс † (АЛ)                                          | 3            | 1983             | 7                      |
| Миннесота Твинс † (АЛ)                                          | 3            | 1991             | 6                      |
| Чикаго Уайт Сокс † (АЛ)                                         | 3            | 2005             | 5                      |
| Филадельфия Филлис (НЛ)                                         | 2            | 2008             | 7                      |
| Кливленд Индианс † (АЛ)                                         | 2            | 1948             | 6                      |
| Хьюстон Астрос † (НЛ и АЛ, 2013) *                              | 2 [AL]       | 2022             | 5 (4 [AL], 1 [NL])     |
| Нью-Йорк Метс (НЛ) *                                            | 2            | 1986             | 5                      |
| Канзас-Сити Роялс (АЛ) *                                        | 2            | 2015             | 4                      |
| Торонто Блю Джейс (АЛ) *                                        | 2            | 1993             | 2                      |
| Майами Марлинс † (НЛ) *                                         | 2            | 2003             | 2                      |
| Техас Рейнджерс † (АЛ) *                                        | 1            | 2023             | 3                      |
| Аризона Даймондбэкс (НЛ) *                                      | 1            | 2001             | 2                      |
| Лос-Анджелес Энджелс из Анахайма † (АЛ) *                       | 1            | 2002             | 1                      |
| Вашингтон Нэшионалс † (НЛ) *                                    | 1            | 2019             | 1                      |
| Сан-Диего Падрес (НЛ) *                                         | 0            |                  | 2                      |
| Тампа Бэй Рейс † (АЛ) *                                         | 0            |                  | 2                      |
| Милуоки Брюэрс † (АЛ и НЛ), 1998) *                             | 0            |                  | 1 [AL]                 |
| Колорадо Рокиз (НЛ) *                                           | 0            |                  | 1                      |
| ‡ Сиэтл Маринерс (АЛ) *                                         | 0            |                  | 0                      |
| * Вступили в МЛБ после 1960 года                                |              |                  |                        |
| † Команды выступали под другими названиями или другими городами |              |                  |                        |
| ‡ Ни разу не выступали в Мировой серии                          |              |                  |                        |

### Комментарии
1. ↑  Также встречается вариант «Главная бейсбольная лига»
2. ↑  В это же время «Детройт Тайгерс» сменили в Американской лиге Восточный дивизион на Центральный, а «Тампа Бэй» заняла место «Детройта».
3. ↑  Милуоки Брюэрс (Западная лига 1894—1899) 1900—1901; Сент-Луис Браунс 1902—1953
4. ↑  Бостон Американс до 1907
5. ↑  Балтимор Ориолс 1901—1902; Нью-Йорк Хайлэндерс 1903—1912
6. ↑  Тампа Бэй Девил Рейс до 2008
7. ↑  Грэнд Рэпид Растлерс (Западная лига) 1894—1899; Кливленд Блюз 1900—1902; Кливленд Нэпс 1903—1914; Кливленд Индианс 1915—2021; играли в Восточном дивизионе Американской лиги 1969—1993
8. ↑  Канзас-Сити Блюз (Западная лига) 1894—1900; Вашингтон Сенаторз 1901—1960; играли в Западном дивизионе Американской лиги 1969—1993
9. ↑  Сиукс Сити Корнхаскерс (Западная лига) 1894; Сент-Пол Сэйнтс (ЗЛ) 1895—1899; играли в Западном дивизионе Американской лиги 1969—1993
10. ↑  Лос-Анджелес Энджелс 1961—1965; Калифорния Энджелс 1965—1996; Анахайм Энджелс 1997—2004
11. ↑  Играли в Филадельфии до 1954 года и в Канзас-Сити с 1955 до 1967 года
12. ↑  Вашингтон Сенаторз до 1971, играли в Восточном дивизионе Американской лиги 1969—1971
13. ↑  Хьюстон Кольт .45 до 1965; играли в Западном дивизионе Национальной лиги 1969—1993, играли в Центральном дивизионе Национальной лиги 1994—2012
14. ↑  Бостон Брэйвз 1912—1935 и 1941—1952, Бостон Биз 1936—1940; Бостон Ред Стокингс, Бостон Ред Кэпс, Бостон Бинитерз Бостон Доувз и Бостон Растлерс до 1912; Милуоки Брэйвз 1953—1965; играли в Западном дивизионе Национальной лиги 1969—1993
15. ↑  Монреаль Экспос до переезда до переезда в 2004; команда была во владении Лигой с 2002 по 2004 годы
16. ↑  Флорида Марлинс до 2011
17. ↑  Сиэтл Пайлотс (Западный дивизион Американской лиги) 1969; играли в Западном дивизионе Американской лиги до 1971, играли в Восточном дивизионе Американской лиги 1972—1993, играли в Центральном дивизионе Американской лиги 1994—1997
18. ↑  Сент-Луис Браун Стокингс 1882 (Американская Ассоциация); Сент-Луис Браунс 1883—1898 (Американская Ассоциация 1883—1891); Сент-Луис Перфектос 1899
19. ↑  Играли в Бруклине (Нью-Йорк) до 1957. Лос-Анджелес Атлантикс, Лос-Анджелес Грейс, Лос-Анджелес Брайдгрумс, Лос-Анджелес Грумс, Лос-Анджелес Супербас, Лос-Анджелес Тролли Доджерс, Лос-Анджелес Доджерс и Лос-Анджелес Робинс до 1931
20. ↑  Играли в Нью-Йорке до 1957